# Spångmyrholmen
Spångmyrholmen är en plats i Lillhärdal i Härjedalens kommun som använts som avrättningsplats. Det var platsen för en avrättning för häxeri i Lillhärdal under det stora oväsendet. År 1672 ska Stor-Märit och fyra andra kvinnor ha halshuggits och bränts på bål där. Platsen ligger utanför själva byn och har idag en minnessten över häxprocessens offer.
De avrättade i Spångmyrholmen
1. Stor-Märet Jonsdotter, 28 år,
2. Lill-Märet Jonsdotter, 20 år, Stor-Märets syster
3. Kerstin Halvarsdotter (eller Karin Halfwardsdotter) 32 år (avrättningen uppskjuten på grund av graviditet),
4. Påls Märet Biörsdotter (eller Phåls-Malin Biörsdotter), 71 år, Kerstins mor,
5. Phåls-Karin Biörsdotter, Phåls Märets syster (avrättning uppskjuten)